# Аплохейловидні
Аплохейловидні (Aplocheiloidei) — підряд риб ряду Коропозубоподібні (Cyprinodontiformes). Це невеликі прісноводні риби поширені в Південній Америці, Африці, Індії, на Шрі-Ланці, Мадагаскарі, Сейшельських островах і в Південно-Східній Азії. Розмір тіла в межах 5 —50 см. Як правило, самці яскраво забарвленні, самиці — сірого або коричневого кольору. Всі види групи є яйцекладними.

## Родини
- Родина Аплохейлові (Aplocheilidae); Південно-Азійські щучки (деякі види на Мадагаскарі та у Західній Африці)
- Родина Нотобранхові (Nothobranchiidae); Африканські щучки, раніше відносились до Aplocheilidae
- Родина Ривулові (Rivulidae); Південно-Американські щучки